# Гільда Кроццолі
Гільда Йогана Кроццолі (нім. Hilda Johana Crozzoli; 16 серпня 1900, Зальцбург, Австро-Угорщина — 10 серпня 1972, Зальцбург, Австрія) — австрійська архітекторка та громадська інженерка. Одна з перших жінок цієї професії у Австрії.

## Ранні роки та освіта
Гільда Кроццолі народилася 16 серпня 1900 року в Зальцбурзі, Австрія. Її батьком був Амброджо (Амброс) Кроццолі (1870—1925), а матір'ю — Лучія Антонія Сантаросса (1871—1957), які одружились у 1882 році. Кроццолі походив з північноіталійської фріульської родини майстрів-будівельників та архітекторів, які відігравали ключову роль у розвитку Зальцбурга в Австрії протягом кількох поколінь. 12 лютого 1907 року Амброджо Крозоллі склав присягу на отримання австрійського громадянства для себе та своєї родини, а 5 січня 1915 року отримав право на продивання в районі Максглан у Зальцбурзі. Її мати розмовляла лише італійською і так і не навчилася говорити німецькою.
Гільда була четвертою з семи дітей, але двоє її старших братів померли в дитинстві, залишивши п'ятьох дівчаток. Після відвідування початкової та середньої школи вона закінчила чотирирічний курс будівництва в Державній торговій школі у Зальцбурзі та успішно склала випускний іспит у 1921 році, щоб стати першим архітектором Австрії. Вона була першою жінкою-випускницею в історії будівельного факультету закладу. На випускному фото випуску 1921 року два десятки чоловіків у чорних костюмах дивляться прямо в камеру. Посередині сидить повернута набік жінка. Пізніше зображення Гільди Кроццолі було скопійовано на фотографію.

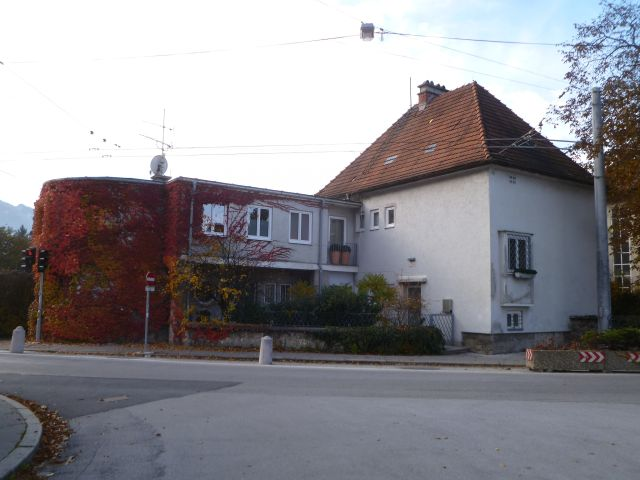
Офіс компанії Crozzoli-Bandian на вулиці Райхенгаллер у Зальцбурзі

## Кар'єра

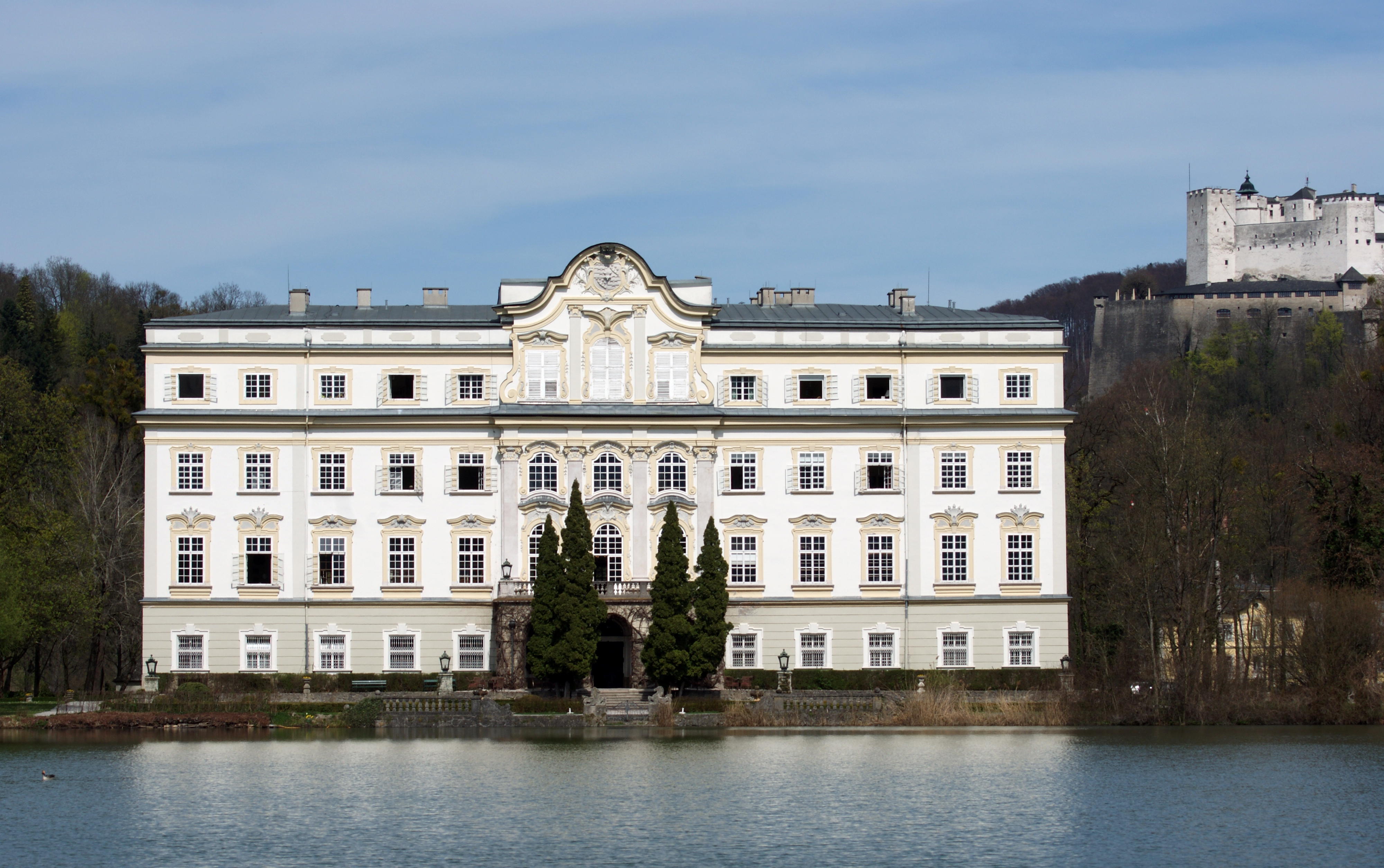
Палац Леопольдскрон

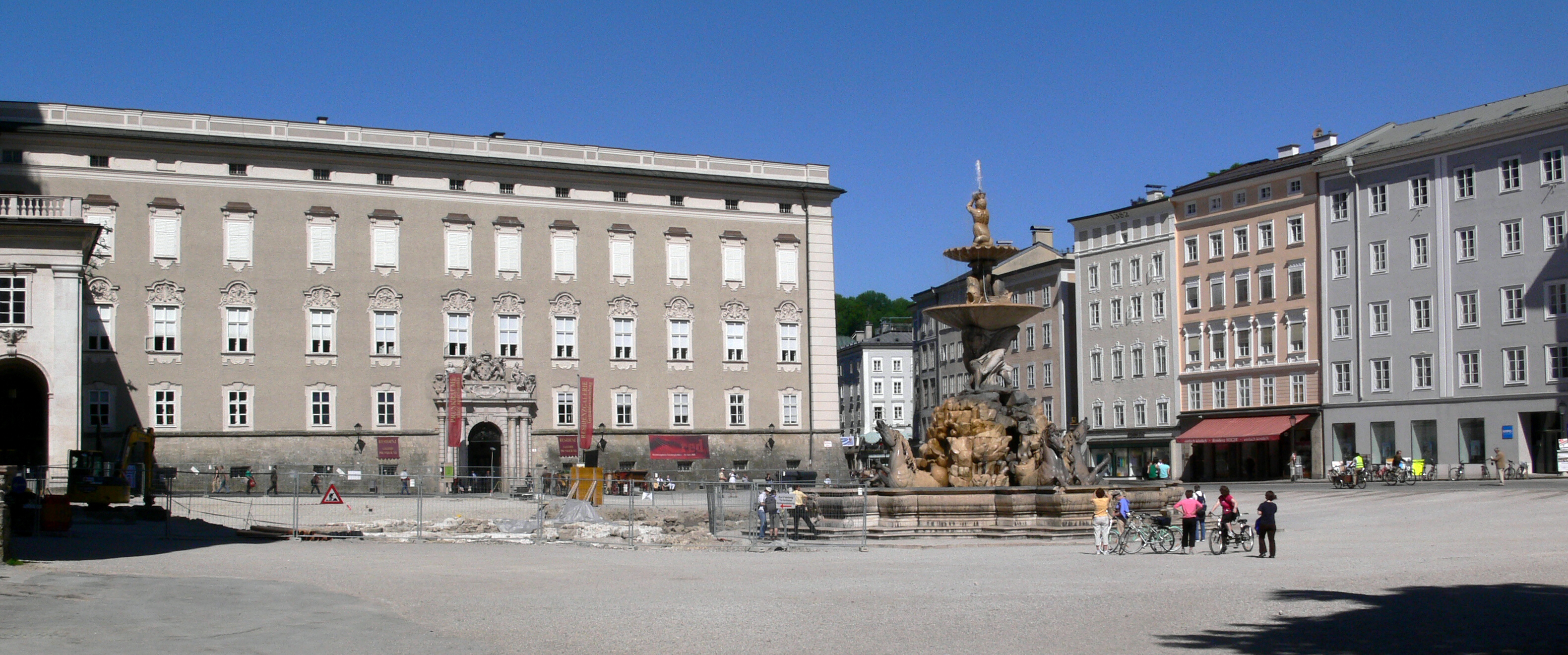
Резидентплатц, Зальцбург, 2008

1 серпня 1917 року вона приєдналася до архітектурно-будівельної компанії свого батька як учениця. З 1 березня 1921 по 11 серпня 1925 року працювала техніком-будівельником і будівельним майстром у компанії свого батька. Окрім цього вона також працювала на міського архітектора Йозефа Цверчека в Шнегаттерні та у Відні.
Як технік-будівельник у компанії свого батька P & A Crozzoli, Гільда була керівником об’єкта для перетворення великих кавалерійських казарм і конюшень Гофштальказерн на природничий музей, який розташований у центрі фестивального кварталу міста.
З 1 липня 1926 року працювала з Універсальною будівельною компанією.
Між 12 і 14 травня 1927 року вона склала іспити на баумайстра (архітектора та інженера-будівельника, традиційно іменованого будівельником) у Клагенфурті. Ця подія широко висвітлювалося в багатьох ЗМІ, а Асоціація німецько-австрійських інженерів надіслала свої привітання.
1928 року Гільда Кроццолі почала працювати на себе і стала незалежним архітектором та інженером-будівельником. Йозеф Зіндінгер був її партнером до 1929 року, потім вона працювала з архітектором Ріхардом Бандіаном, за якого вийшла заміж 1 лютого 1934 року. У 1934 році Гільда Кроццолі та її будівельна компанія переїхали на Райхенгаллерштрассе, 19 (сьогодні Райхенгаллерштрассе, 27).
Під її керівництвом між 1928 і 1966 роками компанія Crozzoli-Bandian побудувала 65 будинків.
Під час Другої світової війни 15 авіанальотів знищили 46 відсотків будівель міста, а компанія Crozzoli-Bandian брала участь у післявоєнній відбудові.
1945 року Кроццолі відремонтувала пошкоджену будівлю палацу Леопольдскрон, який був захоплений і окупований нацистами під час війни. 1946 року її компанія перебудувала та реставрувала готель Zum Goldenen Hirschen.
Вона також відповідала за відновлення палацу «Зальцбург Резиденц» та Зальцбурзького університету у 1965 році.
Померла 10 серпня 1972 року у Зальцбурзі після тривалої хвороби. Похована на Максгланському кладовищі.

## Відзнаки
- Хрест Воєнних заслуг (1944)
- Золотий перстень пошани будівельної галузі Зальцбурга (1965)